# Kanton Villeneuve-Loubet
Der Kanton Villeneuve-Loubet ist ein französischer Wahlkreis im Département Alpes-Maritimes in der Region Provence-Alpes-Côte d’Azur. Er umfasst vier Gemeinden im Arrondissement Grasse. Durch die landesweite Neuordnung der französischen Kantone wurde er 2015 neu geschaffen.

## Gemeinden
Der Kanton besteht aus vier Gemeinden mit insgesamt 35.346 Einwohnern (Stand: 1. Januar 2022) auf einer Gesamtfläche von 58,21 km²:
| Gemeinde                 | Einwohner 1. Januar 2022 | Fläche km² | Dichte Einw./km² | Code INSEE | Postleitzahl |
| ------------------------ | ------------------------ | ---------- | ---------------- | ---------- | ------------ |
| La Colle-sur-Loup        | 8.143                    | 9,82       | 829              | 06044      | 06480        |
| Roquefort-les-Pins       | 7.284                    | 21,53      | 338              | 06105      | 06330        |
| Saint-Paul-de-Vence      | 3.190                    | 7,26       | 439              | 06128      | 06570        |
| Villeneuve-Loubet        | 16.729                   | 19,60      | 854              | 06161      | 06270        |
| Kanton Villeneuve-Loubet | 35.346                   | 58,21      | 607              | 0627       | –            |

## Politik
| Vertreter im Departementrat | Vertreter im Departementrat   | Vertreter im Departementrat |
| Amtszeit                    | Namen                         | Partei                      |
| --------------------------- | ----------------------------- | --------------------------- |
| 2015–                       | Marie Benassayag Michel Rossi | UD                          |